# Cuisy (Moza)
Cuisy – miejscowość i gmina we Francji, w regionie Grand Est, w departamencie Moza.
Według danych na rok 1990 gminę zamieszkiwały 53 osoby, a gęstość zaludnienia wynosiła 10 osób/km² (wśród 2335 gmin Lotaryngii Cuisy plasuje się na 992. miejscu pod względem liczby ludności, natomiast pod względem powierzchni na miejscu 982.).